# (3376) Armandhammer
(3376) Armandhammer es un asteroide perteneciente al cinturón de asteroides, descubierto el 21 de octubre de 1982 por la astrónoma ucraniana Liudmila Zhuravliova desde el Observatorio Astrofísico de Crimea (República de Crimea).

## Designación y nombre
Designado provisionalmente como 1982 UJ8. Fue nombrado Armandhammer en honor al empresario estadounidense Armand Hammer.